# Hejce
Hejce is een plaats (község) en gemeente in het Hongaarse comitaat Borsod-Abaúj-Zemplén. Hejce telt 303 inwoners (2001).